# パスカルの賭け

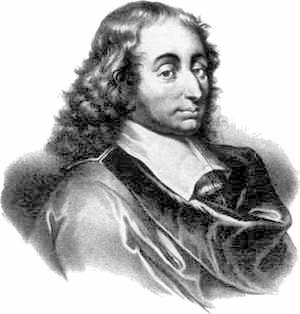
ブレーズ・パスカル

パスカルの賭け（パスカルのかけ、フランス語: Pari de Pascal, 英: Pascal's Wager, Pascal's Gambit）は、フランスの哲学者ブレーズ・パスカルが提案したもので、理性によって神の実在を決定できないとしても、神が実在することに賭けても失うものは何もないし、むしろ生きることの意味が増す、という考え方である。『パンセ』の233節にある。『パンセ』は、パスカルが晩年にキリスト教弁証学についての書物を構想して書き綴った断片的ノートを死後にまとめたものである。
歴史的には、パスカルの賭けは確率論の新たな領域を描き出したという点で画期的であり、無限という概念を使った初期の1例であり、決定理論の形式的応用の最初の例であり、プラグマティズムや主意主義といったその後の哲学の先取りでもあった。

## 文脈

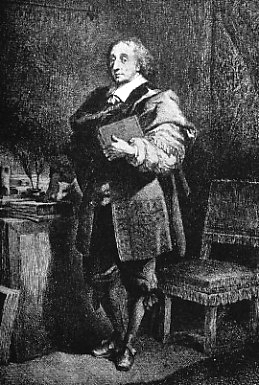
ブレーズ・パスカルは、理性が信頼できないなら、神の存在を信じることは、そうしないことよりも良い「賭け」である、と述べた。

この賭けは『パンセ』の中の他のテーマの上に成り立っており、そこでパスカルは特に宗教の分野で理性が信頼できるという我々の観念を体系的に解体している。『パンセ』の構成は死後に他者が勝手に決めたものだが（節の番号も出版者が参照用に追加したものである）、賭けの節が基盤を提供する他の部分の後に来ることは推定可能である。『パンセ』の大部分は確実性を攻撃しており、以下のような考え方を示していることから世界初の実存主義作品とされることもある。
| カテゴリ                   | 引用 |
| -------------------------- | --- |
| 全体的な不確実性           | これこそ私が見ているものであり、私を悩ましているものである。私はあらゆる方を眺めるが、どこにもわからないものしか見えない。自然は私に、疑いと不安の種でないものは何もくれない。 |
| 人間の目的における不確実性 | そもそも自然のなかにおける人間というものは、いったい何なのだろう。無限に対しては虚無であり、虚無に対してはすべてであり、無とすべてとの中間である。 |
| 理性における不確実性       | このような理性の否認ほど、理性にふさわしいことはない。 |
| 科学における不確実性       | 自然法というものは疑いなく存在する。しかし、このみごとな腐敗した理性は、すべてを腐敗させてしまった。 |
| 宗教における不確実性       | もし私が自然のなかに、神のしるしとなるものを何も見ないのだったら、私は否定のほうへと心を定めたことであろう。もしいたるところに創造主のしるしを見るのだったら、信仰に安住したことであろう。ところが、否定するにはあまりに多くのものと、確信するにはあまりに少ないものとを見て、私はあわれむべき状態にある。そのなかで私は、もし神が自然をささえているのだったら、自然が何の暖昧さなしにはっきりと神を示してくれるように、またもし自然の与える神のしるしが偽りのものならば、それをすっかりどけてくれるように、そして私がどちら側について行ったらいいかがわかるように、自然がすべてを語ってくれるか、何も語らないでくれるように、百度も願ったのである。 神が、ある人々を盲目にし、他の人々を啓蒙しようとされたということを、原則として認めないかぎり、人は神の御業を何事も理解しない。 |
| 懐疑における不確実性       | すべて不確実であるというのは確実ではないということを示すものにほからない。 |

パスカルは読者に対して自らの立場を分析することを要求している。もし理性が本当に壊れていて神の存在を決定する際の土台にならないなら、コイントスしか残っていないことになる。パスカルの評価によると、賭けは不可避であり、神の存在の証拠や反証を信じられない者なら誰でも、無限の幸福が危険にさらされるかもしれないという状況に直面せざるを得ない。信じることの「無限」の期待値は、信じないことの期待値より常に大きい。

しかしパスカルは、この賭けを受け入れること自体が十分な救済だとはしていない。賭けが書かれている節の中で、パスカルは自身の理解について、それが信仰の推進力にはなるが信仰そのものではないと説明している。

## 解説
賭けは『パンセ』の中では次のように書かれている。
パスカルは、神の本質は「限りなく不可知である」として、神の実在/非実在は人間の理性では証明不能だという前提を出発点とした。理性がその問題に答えられなくとも、人は憶測や盲信で「賭け」をすることになる。実際には我々は既に（信仰の）選択を行って生活しており、パスカルの観点から言えばこの点に関しての不可知論はあり得ない。
我々は「理性」と「幸福」という2つのことだけを秤にかける。パスカルは、神の存在についての問題は理性では解けないため、コイントスのような「損失と利益の等しいリスク」があると見なした。そういうわけで我々は、神の存在を信じたときの損失と利益を考慮して、自らの幸福にしたがって判断しなければならない。パスカルは「得るときは全てを得、失うときは何も失わない」として神が存在する方に賭けるという判断が賢いと主張した。すなわち、神が存在するなら永遠の命が約束され、存在しない場合でも死に際して信仰を持たない場合より悪くなることは何もない。

### 決定理論による分析
パスカルの賭けで定義される可能性は、以下のような意思決定マトリックスを使い不確かな状況での選択として考えることができる。なお、パスカルは地獄については何も言っていないし、神が存在してそれを信じない場合に得るものについて何も言っていない。彼の観点からは神を信じることで無限の利益が得られる可能性を導くだけで十分だったためである。パスカルはまた B と ~G の組合せを単に -N としているが、これについても異論は多い。なお、Gの確率は正で有限と仮定する必要がある。
|                         | 神は存在する (G)                                      | 神は存在しない (~G) |
| 神の存在を信じる (B)    | +∞ （天国）                                           | −N (none)           |
| 神の存在を信じない (~B) | ?? 記述なし おそらく N （辺獄/煉獄） または −∞ (地獄) | +N (none)           |

これらの値から見ると、神の存在を信じて生きるという選択肢 (B) は神を存在を信じずに生きるという選択肢 (~B) より優位である。言い換えれば神が存在するかどうかに関わらず、Bを選択したときの期待値は ~B を選択したときのそれと同じかより大きい。
実際、決定理論によれば、上記のマトリックスで考慮に値するのは +∞ だけである。次のようなタイプのマトリックス（f1, f2, and f3 はいずれも正の有限な数か負の数）では、(B) だけが合理的決定である。
|                         | 神は存在する (G) | 神は存在しない (~G) |
| 神の存在を信じる (B)    | +∞               | f1                  |
| 神の存在を信じない (~B) | f2               | f3                  |

## 批判
パスカルの賭けは発表当時から様々な批判にさらされてきた。ヴォルテールは「無作法で子供っぽい… 信じることで利益が得られることが実在の証明にはならない」と書いた。しかしパスカルはこの賭けが神の実在の証明だとは言っていない。それは単に、確実性に対する彼の論証の帰結であり、理性が信用できないという観念と炯眼な神の実在が「コイントス」で決まるという観念によるものである。神が存在するかどうかという問題において理性が信頼できるなら、賭けはそもそも不要である。

### 天啓の齟齬に基づく論証
歴史上、数多の宗教が存在し、それぞれの神に実在する可能性がある。したがって、パスカルの賭けでそれらを全て考慮する必要があると主張する人もいる。これをargument from inconsistent revelations（天啓の齟齬に基づく論証）と呼ぶ。それによると間違った神を信仰する可能性が非常に高いことになり、パスカルの行った計算は間違っていることになる。ヴォルテールの同時代人であるドゥニ・ディドロはパスカルの賭けについて聞かれたときに「イマームも同じように推論できるだろう」と答え、このような見方を簡潔に表した。J・L・マッキーは「救済を与えるとしているのはカトリック教会だけではなく、アナバプテストやモルモン教やスンナ派やカーリーの信奉者やオーディンの信奉者など様々なものがある」と述べている。
パスカル自身は賭けの節自体では他の宗教を考慮していないが、それはおそらく『パンセ』の他の部分で（そして彼の他の作品で）ストア派、ペイガニズム、イスラム教、ユダヤ教などを検討し、どんな信仰でも正しいなら、それはキリスト教の信仰に通じるものがあると結論付けているためである。
それにも関わらず、このような批判が出てきたとき、パスカルの賭けを弁護する立場からの反論は、競合する選択肢のうち無限の幸福を与えるものだけが賭けの優勢に影響するとした。オーディンもカーリーも約束した幸福は有限で限定的であり、イエス・キリストの約束した無限の幸福には太刀打ちできず、したがって考慮に値しないとしたのである。また、競合する神が約束する無限の幸福は相互排他的だとした。キリストの約束する幸福はエホバやアッラーフのそれと同時に満たされることができ（これら3つはアブラハムの宗教と呼ばれる）、間違った神を信じたときのコストが中間（辺獄/煉獄）の場合は意思決定マトリックス上で考慮に値しないが、正しい神を信じないことが罰（地獄）を生じる場合は無限のコストとなってしまう。
さらに、パスカルの賭けのエキュメニズム的解釈では、無名の神や間違った名前の神を信じることは、それが同じ基本的性質を備えた神である限りにおいて許容できるとする。この方向性の信奉者は、歴史上の全ての神を突き詰めていくと少数の「本当の選択肢」になるとする者と、パスカルの賭けは「一般的な信仰」を人に信じさせるのが目的だとする者がいる。これに対して批判者は、パスカルの賭けはあらゆる神を考慮すべきで、それぞれの宗教の来歴は無関係だとしている。

### 神は信仰に報いる
パスカルの賭けは次のような選択肢だけを用意している。
1. 慈悲深い神が存在し、各人の信仰の有無に従って罰したり報いたりする。
2. 慈悲深い神は存在しない。

「これは間違ったジレンマという論理的誤謬を犯している」という。
ドーキンスは「神は慈悲深くない、あるいは信仰に報いないという可能性もある。慈悲深い神は定義上、罰したり報いたりする判断基準として各人の信仰を優先し、各人の行動（優しさ、寛大さ、謙譲、正直さ）は二の次である。しかし、神は信仰とは無関係に各人の正直さに報いるかもしれない」と主張した。
Richard Carrier はこの考え方を次のように発展させた。
| 「 | 私たちを見ていて、亡くなった人のどの魂を天国に連れて行くかを選んでいる神がいて、その神が本当に道徳的に善良な人だけが天国に住むことを望んでいるとする。神はおそらく、真実を発見するために重要で責任ある努力をした人だけを選ぶと考えられる。それ以外の者は信用できず、認知的にも道徳的にも劣っているか、あるいはその両方を持ち合わせているからだ。彼らはまた、善悪についての真の信念を発見し、それに専念する可能性が低いと考えられる。つまり、もし彼らが正しいことをして間違ったことを避けたいと思う気持ちが大きく、信頼できる関心事を持っているならば、必然的に、善悪を知りたいと思う気持ちが大きく、信頼できる関心事を持っていなければならないということになるのである。この知識は、宇宙の多くの基本的な事実（神がいるかどうかなど）についての知識を必要とするので、そのような人々は、そのようなことについての自分の信念がおそらく正しいことを常に探し出し、試みを行い、確認しようとする重要であり信頼できる関心を持たなければならない。したがって、そのような人々だけが、天国に入るに値するほど道徳的で信頼できる存在でなければならない。 | 」 |

これによれば、信心しない正直者に報い、嘘つきの信仰者を罰する神を想定していないことから、上で示した表は不正確ということになる。改良版は次のようになるという。
|            | 神は信仰する者に報いる | 神は信仰しない者に報いる | 神はいない |
| 信仰する   | +∞ （天国）            | 未定義                   | 結果なし   |
| 信仰しない | 未定義                 | +∞ （天国）              | 結果なし   |

これに対して、このような仮説は宗教一般が持つ伝統を無視したものであって、考慮に値しないという主張もある（衆人に訴える論証を参照）。より正確にいえば、このような新たな仮説が真である確率はゼロ（またはごく小さい）であり、パスカルの期待値計算に影響しない、とする。すると、議論は確率の割り当て方の合理性の問題に及んでいく。

### 反パスカルの賭け
リチャード・ドーキンスは著書『神は妄想である』の中で「反パスカルの賭け」とでもいうべき主張をした。「神が実在する可能性がわずかながらあるとしよう。そうだとしても、神が実在することに賭けて信仰し、捧げ物をし、神のために戦い、神のために死ぬよりも、神が実在しないことに賭けた方が充実した一生を送ることができるだろう」と述べたのである。

### 信念を意識的に選択できるという前提
この賭けは、人が意識的に選択できることを前提としている。しかし信念を意識的に選択することはできないと主張する批判者らは、パスカルの賭けは神への信仰を意識的に装ったものに過ぎないという。さらに「全能の神がいるなら、そんなごまかしは通用しないだろう」と主張する。

## その他、作品における《パスカルの賭け》への言及
- ウィリアム・ジェームズは『信ずる意思』の中でパスカルの賭けを生き方の選択の例として挙げている。
- ジャック・プレヴェールは Les paris stupides (Stupid Wagers) という詩の中で "Un certain Blaise Pascal, etc. etc." (One Blaise Pascal, etc. etc.) と詠んでいる。
- エリック・ロメールの映画『モード家の一夜』には、パスカルの賭けについて長々と議論するシーンがある。
- グレアム・グリーンの小説『おとなしいアメリカ人』では、パスカルの賭けについて繰り返し言及している。
- テリー・プラチェットの Hogfather ではパスカルの賭けを風刺している。
- ナシム・ニコラス・タレブの黒鳥理論は、ある事象の確率が極めて低くても、その結果の重大性を考慮すべきだとしている。

## パスカルの賭けの類例
- ソフィストのプロタゴラスは神々について不可知論的な立場をとっていたが、それにもかかわらず神々を崇拝し続けた。これは「賭け」の初期版と考えられている[22]。
- エウリピデスの有名な悲劇「バッコスの信女」の中で、カドモスはパスカルの賭けの初期版について述べている。この悲劇の最後には、カドモスが言及した神ディオニュソスが現れ、このように考えたカドモスを罰していることは注目に値する。エウリピデスは、パスカルの賭けの初期版について明らかにこの悲劇の中で考え、それを却下した[23]。
- 禁欲的な哲学者でローマ皇帝のマルクス・アウレリウスは、『瞑想』の第二書で同様の感情を表現しつつ、次のように述べている。「今この瞬間にも、あなたが人生から離れる可能性があるので、すべての行為を規制し、それに応じて考えなさい。しかし、もし神々がいるならば、人生から離れることは恐れることではない。神々はあなたを悪に巻き込むことはないからである」[24]。
- サンスクリット語の古典「サーラサムチャヤ（Sārasamuccaya）」の中で、ヴァラルチはパスカルの賭けと同様の議論をしている[25]。
- ムスリムのイマームであるジャファル・アル・サディクは、彼の有名な「ミロバランの果実の伝統」を含め、何度かの機会に異なる形でこの賭けのバリエーションを提案したと記されている[26]。シーイのハディースの本『アルカフィ』で、サディクは無神論者に「もしあなたの言うことが正しいなら――そしてそれが正しくないなら――私たちは両方とも成功することになるでしょう。しかし私が言っていることが正しいなら――そしてそれは――私は成功し、あなたは滅ぼされることになるでしょう」[27]。
- この議論の例としては、イスラムのカラームの伝統の中で、イマーム・アルハラマイン・アルジュワニ（478/1085年）が彼の「Kitab al-irshad ila-qawati al-adilla fi usul al-i'tiqad」(信念の原則のための決定的証拠へのガイド)の中で論じている[28]。
- キリスト教の弁明者であるシッカのアルノビウス（Arnobius of Sicca）（330年）は、彼の著書『異教徒に対する反論』の中で、この議論の初期のバージョンについて述べている[29]。
- パスカルの賭けは、人々が「より安全な賭けを選ぶべきだ」とパスカル以外の人に言及されることが多い。パスカルは、人々が単に信じることを選ぶことができるのではなく、彼らの行動を通して信仰を育むことができると述べている[要出典]。
- 無神論者の賭けは、哲学者マイケル・マーティンによって普及し、彼の著書『無神論』（1990年）で発表された。無神論者の賭けは、パスカルの賭けに対抗する無神論的な賭けの議論である[要出典]。
- 2008年に出版された哲学書『良い決断をしていつも正しくある方法』では、パスカルの賭けの世俗的な改訂版を紹介している。「価値と美徳を追求することによって何の害があるのか？価値があるならば、私たちは得るものがすべてあるが、価値がないならば、私たちは何も失っていない....。したがって、私たちは価値を追求すべきである」[30]。
- ロコのバジリスクは、それを存在させるのを助けるために失敗したすべての人を罰する仮想的な未来の超知能のことである[31]。
- 2014年の記事で、哲学者のジャスティン・P・マクブレイヤーは、神の存在については不可知論者のままであるべきだが、それにもかかわらず、神を信じることで現世にもたらされる善があるために信じるべきだと主張した。「更新された賭けの要旨は、神の存在の有無にかかわらず、神論者は非神論者よりも優れているということである」[32]。

- 唯円の歎異抄の第二条には、浄土真宗の開祖親鸞が「（実は念仏が間違った信仰で）念仏をしたために地獄に落ちるという可能性が恐くないのか?」という問いに対して、「念仏が成仏の原因となるか地獄に堕ちる原因となるかは、私の考えが及ぶ所ではない」と答えた上で、「自分が念仏以外の修行によって成仏できるなら念仏を選んだことを後悔するだろうが、自分は念仏以外のいかなる修行を以てしても成仏できず、地獄に堕ちる事が確実な凡夫である。ゆえに、念仏で地獄に落ちても後悔しないだろう」と述べている[33][34]。

### 1次文献
- Pascal's Pensees Part III — "The Necessity of the Wager" The wager argument itself is found in #233 (Trotter translation).

標準的参照
- Pascal's Wager in the Internet Encyclopedia of Philosophy
- Pascal's Wager in the Stanford Encyclopedia of Philosophy

### 反論
- The End of Pascal's Wager: Only Nontheists Go to Heaven (2002) by Richard Carrier
- The Empty Wager by Sam Harris
- The Rejection of Pascal's Wager (2000) - ウェイバックマシン（2001年5月9日アーカイブ分） by Paul Tobin
- Pascal's Wager: The Atheist's Wager

### 類例
- Theistic Belief and Religious Uncertainty by Jeffrey Jordan